# Totalschaden (Film)
Totalschaden ist eine Filmkomödie von Thorsten Näter aus dem Jahr 1998, die vom Studio Hamburg und der Letterbox Filmproduktion produziert wurde.

## Handlung
Der geistig leicht verwirrte Michael Eckhoff bricht aus der psychiatrischen Klinik aus und läuft mitten auf die Straße. Er provoziert einen Unfall, in den der Sohn eines Ministers verwickelt wird. Da sein Sohn im Krankenhaus keine privilegierte Behandlung erhält, wendet sich der Minister gegen den Kanzlerkandidaten der aussichtsreichen CPD-Partei. Die Partei muss einen Strohmann finden, der den Massen sympathisch ist, sich aber nicht allzu sehr gegen den Parteivorsitzenden stellen darf. Man findet genau den Mann, der den Unfall provoziert hat. Der tritt in Fernsehshows als Autogegner auf („Das Töten muss aufhören!“) und findet tausendfache Unterstützung. Die Wahlkampfchefin verliebt sich sogar in ihn und holt ihn aus der Klinik, in der er inzwischen wieder gelandet ist und wo ihm keiner seine Erlebnisse glaubt. Der Film endet mit dem Wahltag. Das Wahlresultat bleibt allerdings ungewiss.

## Rezeption
Der Spiegel kündigte den Film 1998 an als „Geschichte eines von depressiven Schüben geplagten Arme-Leute-Anwalts […], der es […] zum Ministerpräsidenten bringt“ und urteilte: „Noch luzider [einleuchtender] und glaubhafter wäre diese Satire, würde der an die Spitze gedrängte Psycho-Tor mit anderen als gestrigen Ökothemen sein Publikum faszinieren.“

## Auszeichnungen
Thorsten Näter und Katharina Thalbach erhielten 1998 für ihre Beteiligung den Medienpreis Goldener Gong.